# Геодезическа обсерватория „Плана“
Геодезическата обсерватория „Плана“ е част от структурата на Националния институт по геофизика, геодезия и география при Българската академия на науките.
Обсерваторията е разположена на 30 km югоизточно от София, на 1300 м надморска височина. Създадена е през 1969 г. като Станция за наблюдение на изкуствени спътници на Земята по програма „Интеркосмос“. През 1983 г. е открита официално като геодезическа обсерватория „Плана“ с монтирана апаратура за наблюдения на спътници и астрономо-геодезическа апаратура.
Обсерваторията е оборудвана със зенитен телескоп, пасажен инструмент, лазерен далекомер, астролабия и камера AФУ-75. Намират се референтни GPS, гравиметрична и височинна точки, с които се осъществява връзката на националните геодезически системи с европейските. Контактите с други институти се свързва с монтираните акселерометър, сеизмограф, автоматична МТО станция, озонометър, йоносферна станция, уреди за екологични изследвания.